# Gregório IV de Constantinopla
Gregório IV de Constantinopla (em grego: Γρηγόριος Δ΄) foi patriarca ecumênico de Constantinopla por dois meses em 1623.

## História
Antes de ter sido eleito patriarca, Gregório IV foi bispo metropolitano de Amásia. Na época de sua eleição, ele já era bastante idoso e cego de um olho, o que lhe valeu o epíteto de Stravoamaseias (em grego: Στραβοαμασείας), que significa "o cego de Amásia".
Seu curto reinado deve ser considerado no contexto do conflito entre o patriarca pró-calvinista Cirilo Lucaris, apoiado pelos embaixadores de países protestantes como a República Holandesa e o Reino da Inglaterra na capital otomana, e seus oponentes, apoiados pelos embaixadores de países católicos como o Reino da França, o Reino da Áustria e da República de Veneza. Estes últimos conseguiram convencer o grão-vizir a depor Cirilo Lucaris em 12 de abril de 1623 e a nomear Gregório IV, o líder da facção pró-católica, em seu lugar.
Gregório se mostrou incompetente e não conseguiu pagar a taxa de nomeação (peshtesh) devida ao sultão otomano. Além disto, os metropolitanos e bispos estavam insatisfeitos por ele não ter sido canonicamente eleito pelo Santo Sínodo. Por isto, este mesmo Santo Sínodo o depôs em 18 de junho de 1623 e formalmente elegeu Ântimo II em seu lugar.
Depois de sua deposição, Gregório IV foi exilado para a ilha de Rodes. A data de sua morte é desconhecida.